# X Legislatura del País Valencià
La X Legislatura del País Valencià va començar el 16 de maig de 2019, data en què es constitueixen les noves Corts Valencianes arran de les eleccions d'abril d'aquell mateix any. Els resultats dels comicis oferiren una nova majoria per als partits que venien governant la Generalitat Valenciana des de l'anterior legislatura: PSPV-PSOE (27 escons), Compromís (17) i Unides Podem (8), amb la presidència del socialista Ximo Puig.

## Eleccions
Les eleccions a les Corts Valencianes corresponents a la X Legislatura se celebraren el 28 d'abril de 2019. El resultat possibilità la reedició del govern que venia governant des de l'anterior legislatura i l'entrada per primera vegada a la cambra de representació del partit ultradretà Vox. El Partit Socialista del País Valencià-PSOE va guanyar les eleccions amb 643.909 vots (23.99٪) i 27 escons, insuficients per a obtindre la majoria absoluta necessària per a governar en solitari pel que es va repetir l'acord de govern amb la quarta força Compromís (443.640 vots, 16.53٪) i la sisena Unides Podem (215.392, 8.03٪) per proclamar al candidat socialista president de la Generalitat.
A l'oposició restaren el Partit Popular (PPCV), segon partit amb 508.534 vots (18.95٪); Ciutadans en tercera posició amb 470.676 vots (17.54٪) i Vox la cinquena (281.608 vots, 10.49٪).
| Resultats de les eleccions a les Corts Valencianes                           |                                                 |                 |          |                   |         |                       |
| Llista electoral                                                             | Llista electoral                                | Vots            | Vots     | Líder             | Escons  | Escons                |
| Llista electoral                                                             | Llista electoral                                | Vots (sufragis) | Vots (%) |                   | Escons  | Diferència (± escons) |
|                                                                              | Partit Socialista del País Valencià (PSPV-PSOE) | 637.673         | 23,87    | Ximo Puig         | 27 / 99 | 4                     |
|                                                                              | Partit Popular (PP)                             | 504.403         | 18,88    | Isabel Bonig      | 19 / 99 | 12                    |
|                                                                              | Ciutadans–Partit de la Ciutadania (Cs)          | 466.391         | 17,45    | Toni Cantó        | 18 / 99 | 5                     |
|                                                                              | Coalició Compromís (Compromís)                  | 439.459         | 16,45    | Mónica Oltra      | 17 / 99 | 2                     |
|                                                                              | Vox (Vox)                                       | 278.947         | 10,44    | José Mª Llanos    | 10 / 99 | 10                    |
|                                                                              | Units Podem-Esquerra Unida (Unides Podem-EUPV)  | 213.007         | 7,97     | Rubén Mtz. Dalmau | 8 / 99  | 5                     |
| Participació                                                                 | Participació                                    | 2.671.998       | 75,80%   |                   |         |                       |
| Vots a candidatures                                                          | Vots a candidatures                             | 2.613.640       | 97,82%   |                   |         |                       |
| Vots en blanc                                                                | Vots en blanc                                   | 20.057          | 0,75%    |                   |         |                       |
| Vots nuls                                                                    | Vots nuls                                       | 38.301,000      | 1,43%    |                   |         |                       |
| Abstenció                                                                    | Abstenció                                       | 852.848         | 24,20%   |                   |         |                       |
| Font: Eleccions Corts Valencianes 2019 Arxivat 2019-04-28 a Wayback Machine. |                                                 |                 |          |                   |         |                       |

## Institucions

### Corts Valencianes

#### Grups parlamentaris
El 16 de maig de 2019 es constitueixen les Corts Valencianes amb un total de 6 grups parlamentaris corresponents a les 6 formacions polítiques que obtingueren representació a les eleccions: PSPV-PSOE, PP, Ciutadans, Compromís, Vox i Unides Podem.
| Grups Parlamentaris de la X Legislatura en el moment de constitució de la Junta de Síndics (21 de maig de 2019) | |                   |        |
| Grup parlamentari                                                                                               | Partits | Síndic            | Escons |
| Grup Socialista                                                                                                 | Partit Socialista del País Valencià (PSPV-PSOE) | Manuel Mata       | 27     |
| Grup Popular | Partit Popular de la Comunitat Valenciana (PPCV) | Isabel Bonig      | 19     |
| Grup Ciutadans                                                                                                  | Ciutadans – Partit de la Ciudadania (C's) | Toni Cantó        | 18     |
| Grup Compromís                                                                                                  | Coalició Compromís (Compromís) Bloc Nacionalista Valencià (BLOC): 9 Iniciativa del Poble Valencià (IdPV): 4 Gent de Compromís (GdC): 2 VerdsEquo del País Valencià (Verds): 2 | Fran Ferri        | 17     |
| Grup Vox | Vox (Vox) | Ana Vega          | 10     |
| Grup Unides Podem                                                                                               | Unides: Podem - Esquerra Unida (Unides Podem) Podem País Valencià (Podem): 6 Esquerra Unida del País Valencià (EUPV): 2                                                       | Rubén Mtz. Dalmau | 8      |
| Font: Corts Valencianes                                                                                         | |                   |        |

La primera modificació en la composició dels grups parlamentaris es produeix al si del Grup Unides Podem amb el canvi de síndic el 20 de juny de 2019, moment en què Rubén Martínez Dalmau és nomenat Vicepresident segon del Consell i Conseller d'Habitatge i Arquitectura Bioclimàtica i el substitueix la diputada Naiara Davó. El febrer de 2021 es produí un segón canvi al capdavant del Grup Unides Podem amb Pilar Lima com a nova síndica.
La següent modificació en la composició de la Junta de Síndics de les Corts ve donada per la dimissió del síndic de Ciutadans Toni Cantó el març de 2021. Cantó va abandonar el partit i el parlament, amb ell 5 diputades i diputats del grup parlamentari van passar al grup de no adscrits. Al capdavant del Grup Ciutadans se situà la diputada Ruth Merino amb un nou grup format per 13 diputades i diputats, 5 menys que a l'inici de legislatura.
Al si del Grup Popular la diputada Eva Ortiz substituí el maig de 2021 a la portaveu Isabel Bonig després que aquesta deixés la presidència del Partit Popular. El setembre del mateix any el partit situà a Maria José Català com a síndica i líder de l'oposició a les Corts arran dels canvis en la direcció regional del PP.
El Síndic de Compromís Fran Ferri deixà l'escó a les Corts el gener de 2022 i fou substituït al capdavant del grup parlamentari per la diputada de Més-Compromís (antic Bloc) Papi Robles.
| Grups Parlamentaris de la X Legislatura Gener de 2022 | |                |        |
| Grup parlamentari                                     | Partits | Síndic         | Escons |
| Grup Socialista                                       | Partit Socialista del País Valencià (PSPV-PSOE)                                                                                       | Manuel Mata    | 27     |
| Grup Popular                                          | Partit Popular de la Comunitat Valenciana (PPCV)                                                                                      | Mª José Català | 19     |
| Grup Compromís                                        | Coalició Compromís (Compromís) Més-Compromís (Més): 10 Iniciativa del Poble Valencià (IdPV): 5 VerdsEquo del País Valencià (Verds): 2 | Papi Robles    | 17     |
| Grup Ciutadans                                        | Ciutadans – Partit de la Ciudadania (C's)                                                                                             | Ruth Merino    | 13     |
| Grup Vox                                              | Vox (Vox) | Ana Vega       | 10     |
| Grup Unides Podem                                     | Unides: Podem - Esquerra Unida (Unides Podem) Podem País Valencià (Podem): 6 Esquerra Unida del País Valencià (EUPV): 2               | Pilar Lima     | 8      |
| No adscrits/es                                        | |                | 5      |
| Font: Corts Valencianes                               | |                |        |

Manuel Mata, síndic del Grup Socialista, deixa el càrrec i l'escó a les Corts el maig de 2022 per a exercir d'advocat defensor de l'empresari Jaime Febrer encausat pel cas de corrupció Assut que afecta a polítics com l’ex-alcaldessa de València Rita Barberà i el seu vice-alcalde Alfonso Grau (del PP) així com als socialistes Rafael Rubio, ex-regidor i aleshores subdelegat del Govern a València, Josep Maria Cataluña, tresorer del PSPV, o José Luis Vera, assessor jurídic de la Diputació de València i vinculat al PSPV.
La dimissió de Mata, que va ser substituït per la que fins aquell moment era la consellera de Sanitat Ana Barceló, va suposar una remodelació en la configuració del Consell de la Generalitat que va afectar més enllà del departament de Sanitat, també els d'Hisenda, Política Territorial, Universitats i Educació i Cultura.
Amb Ana Barceló al capdavant del Grup Parlamentari Socialista, per primera vegada a les Corts tots els grups amb representació comptaven amb una dona com a Síndica-portaveu.
| Grups Parlamentaris de la X Legislatura Maig de 2022 | |                |        |
| Grup parlamentari                                    | Partits | Síndic         | Escons |
| Grup Socialista                                      | Partit Socialista del País Valencià (PSPV-PSOE)                                                                                       | Ana Barceló    | 27     |
| Grup Popular                                         | Partit Popular de la Comunitat Valenciana (PPCV)                                                                                      | Mª José Català | 19     |
| Grup Compromís                                       | Coalició Compromís (Compromís) Més-Compromís (Més): 10 Iniciativa del Poble Valencià (IdPV): 5 VerdsEquo del País Valencià (Verds): 2 | Papi Robles    | 17     |
| Grup Ciutadans                                       | Ciutadans – Partit de la Ciudadania (C's)                                                                                             | Ruth Merino    | 13     |
| Grup Vox                                             | Vox (Vox) | Ana Vega       | 10     |
| Grup Unides Podem                                    | Unides: Podem - Esquerra Unida (Unides Podem) Podem País Valencià (Podem): 6 Esquerra Unida del País Valencià (EUPV): 2               | Pilar Lima     | 8      |
| No adscrits/es                                       | |                | 5      |
| Font: Corts Valencianes                              | |                |        |

#### Mesa de les Corts
La mesa del parlament, encarregada d'adoptar totes les decisions i les mesures per a l’organització del treball i el règim i el govern interiors de la cambra, així com elaborar i aprovar els Estatuts de govern i règim interior de les Corts Valencianes entre d'altres funcions, està integrada per la presidència de les Corts, dues vicepresidències i dues secretaries. No ha sofert cap modificació des de l'inici de legislatura.
| Mesa de les Corts de la X Legislatura en el moment de constitució de les Corts (16 maig 2019) |  |                            |
| Càrrec                                                                                        |  | Titular                    |
| Presidència                                                                                   |  | Enric Morera i Català      |
| Vicepresidència primera                                                                       |  | Maria José Salvador Rubert |
| Vicepresidència segona                                                                        |  | Jorge Bellver Casaña       |
| Secretaria primera                                                                            |  | Cristina Cabedo Laborda    |
| Secretaria segona                                                                             |  | Luis Arquillos Cruz        |
| Font: Corts Valencianes                                                                       |  |                            |

#### Representació al Senat espanyol per designació
Una de les funcions que exerceixen les Corts Valencianes és la designació dels senadors i senadores que han de representar al País Valencià, conforme al que es preveu en la Constitució espanyola i en la forma que determine la Llei de Designació de Senadors en representació de la Comunitat Valenciana.
La votació a la sessió plenària de les Corts Valencianes es realitzà el 26 de juny de 2019. El resultat de la votació va ser el següent: les dos persones representants del PSPV-PSOE van obtindre 27 vots, el del PPCV 19 vots, el de Cs 17 vots i el de Compromís 16 vots. Per tant, la llista va quedar de la següent forma:
| Resultat de la votació a les Corts Valencianes per a la designació de la representació al Senat espanyol |                       |                             |         |
| | Titulars              | Suplents                    | Suports |
| | Joan Lerma i Blasco   | María Luisa Navarro Forcada | 27      |
| Josefina Bueno Alonso                                                                                    | Vicent Gil Olmedo     | 27                          |         |
| | Alberto Fabra Part    | Antonio Clemente Olivert    | 19      |
| | Emilio Argüeso Torres | Luis Crisol Lafront         | 17      |
| | Carles Mulet Garcia   | Dolors Pérez i Martí        | 16      |
| Font: Senat d'Espanya                                                                                    |                       |                             |         |

### Presidència de la Generalitat
Les votacions per a la investidura del President de la Generalitat en les Corts Valencianes es van celebrar el 13 de juny de 2019. El candidat socialista Ximo Puig va rebre el suport de 52 diputades i diputats provinents del PSPV-PSOE, Compromís i Unides Podem per a ser investit en primera votació. Les i els representants de PP, Ciutadans i Vox (46) votaren en contra. Una representant del grup Ciutadans es va absentar de la votació.
| Resultat de la votació d'investidura del President de la Generalitat Valenciana Majoria absoluta: 50/99 |                                                       |      |    |    |    |    |    |   |         |
| Candidat                                                                                                | Data                                                  | Vot  |    |    |    |    |    |   | Total   |
| Ximo Puig (PSPV-PSOE)                                                                                   | 13 de juny de 2019 Majoria requerida:Absoluta (50/99) | 1    | 27 |    |    | 17 |    | 8 | 52 / 99 |
| Ximo Puig (PSPV-PSOE)                                                                                   | 13 de juny de 2019 Majoria requerida:Absoluta (50/99) | No   |    | 19 | 17 |    | 10 |   | 46 / 99 |
| Ximo Puig (PSPV-PSOE)                                                                                   | 13 de juny de 2019 Majoria requerida:Absoluta (50/99) | Abs. |    |    |    |    |    |   | 0 / 99  |
| Font: Corts Valencianes                                                                                 |                                                       |      |    |    |    |    |    |   |         |

### Consell de la Generalitat
És el president de la Generalitat Valenciana l'encarregat del nomenament de les persones que formaran part del Consell o govern de la Generalitat. En la X Legislatura el Consell va estar format per conselleres i consellers provinents del PSPV-PSOE, Compromís i Unides Podem a proposta de les tres formacions polítiques. Varen prendre possessió dels seus càrrecs el 17 de juny de 2019.
| Composició del Consell de la Generalitat Valenciana                                          |  |                                |              |                  |  |                              |                  |       |
| Càrrec                                                                                       |  | Nom                            | Inici        | Final            |  | Nom                          | Inici            | Final |
| Presidència                                                                                  |  | Joaquim Puig                   | 17 juny 2019 |                  |  |                              |                  |       |
| Vicepresidència primera                                                                      |  | Mónica Oltra                   | 17 juny 2019 | 29 juny 2022     |  | Aitana Mas                   | 30 juny 2022     |       |
| Portaveu del Consell                                                                         |  | Mónica Oltra                   | 17 juny 2019 | 29 juny 2022     |  | Aitana Mas                   | 30 juny 2022     |       |
| Conselleria d'Igualtat i Polítiques Inclusives                                               |  | Mónica Oltra                   | 17 juny 2019 | 29 juny 2022     |  | Aitana Mas                   | 30 juny 2022     |       |
| Vicepresidència segona                                                                       |  | Rubén Mtnez Dalmau             | 17 juny 2019 | 10 setembre 2021 |  | Héctor Illueca Ballester     | 10 setembre 2021 |       |
| Conselleria d'Habitatge i Arquitectura Bioclimàtica                                          |  | Rubén Mtnez Dalmau             | 17 juny 2019 | 10 setembre 2021 |  | Héctor Illueca Ballester     | 10 setembre 2021 |       |
| Conselleria d'Hisenda i Model Econòmic                                                       |  | Vicent Soler                   | 17 juny 2019 | 14 maig 2022     |  | Arcadi España                | 14 maig 2022     |       |
| Conselleria d'Economia Sostenible, Sectors Productius, Comerç i Treball                      |  | Rafael Climent                 | 17 juny 2019 |                  |  |                              |                  |       |
| Conselleria de Sanitat Universal i Salut Pública                                             |  | Ana Barceló                    | 17 juny 2019 | 14 maig 2022     |  | Miguel Mínguez (Independent) | 14 maig 2022     |       |
| Conselleria d'Educació, Cultura i Esports                                                    |  | Vicent Marzà                   | 17 juny 2019 | 14 maig 2022     |  | Raquel Tamarit               | 14 maig 2022     |       |
| Conselleria de Justícia, Reformes Democràtiques i Llibertats Públiques                       |  | Gabriela Bravo                 | 17 juny 2019 |                  |  |                              |                  |       |
| Conselleria de Participació, Transparència, Cooperació i Qualitat Democràtica                |  | Rosa Pérez Garijo              | 17 juny 2019 |                  |  |                              |                  |       |
| Conselleria de Política Territorial, Obres Públiques i Mobilitat                             |  | Arcadi España                  | 17 juny 2019 | 14 maig 2022     |  | Rebeca Torró                 | 14 maig 2022     |       |
| Conselleria d'Agricultura, Desenvolupament Rural, Emergència Climàtica i Transició Ecològica |  | Mireia Mollà                   | 17 juny 2019 | 25 octubre 2022  |  | Isaura Navarro               | 26 octubre 2022  |       |
| Conselleria d'Innovació, Universitats, Ciència i Societat Digital                            |  | Carolina Pascual (Independent) | 17 juny 2019 | 14 maig 2022     |  | Josefina Bueno               | 14 maig 2022     |       |
| Font: Generalitat Valenciana                                                                 |  |                                |              |                  |  |                              |                  |       |

## Cronologia

### Reedició de l'Acord del Botànic
Les tres forces que a l'anterior legislatura ja havien governat la Generalitat renovaren el pacte el 12 de juny de 2019, després de setmanes de negociació que s'allargaren més de l'esperat fins al punt que va ser necessari retrasar la data d'investidura del president. L'acte de signatura del document entre els líders dels tres partits signants es va dur a terme al Castell de Santa Bàrbara d'Alacant, la mateixa vesprada que s'anuncià l'acord. El document estableix sis eixos principals: «transició ecològica i lluita contra l emergència climàtica», «feminisme, diversitat e i igualtat de tracte», «serveis públics per a continuar rescatant i cuidant de les persones», «ocupació, model productiu i innovació», «qualitat democràtica i bon govern» i «fiscalitat progressiva, finançament just i interessos valencians» amb un total de 132 mesures repartides entre aquests eixos.

### La Pandèmia de la COVID-19
El dimarts 10 de març de 2020 el president de la Generalitat Ximo Puig compareixia davant la premsa per anunciar la suspensió de les celebracions de les festes de les Falles i la Magdalena de Castelló de la Plana pocs dies abans de l'inici de les mateixes. Es tracta de la primera decisió política que es va prendre al País Valencià arran de la pandèmia de la Covid-19 i que va vindre seguida d'altres mesures molt contundents i que marcaren l'agenda política, social, econòmica i d'altres aspectes. Una pandèmia que a hores d'ara encara té els seus efectes i no s'ha donat per extingida.
Les Corts Valencianes varen suspendre l'activitat presencial d'acord a les mesures de confinament generalitzat decretades pel Govern d'Espanya. No recuperaren l'activitat fins a l'11 de maig amb mesures de prevenció. S'aprovaren diversos decrets llei encaminats a la recuperació econòmica per tal de fer front a la crisi generada per la pandèmia.

### Llei del joc
El 28 de maig de 2020 s'aprovava la Llei 1/2020 de regulació del joc i de prevenció de la ludopatia, una normativa pionera a l'estat espanyol i que fixa una distància mínima de 850 metres entre sales de joc i centres educatius i una separació de 500 metres entre establiments de joc, restriccions en la publicitat i promoció de l'activitat, així com mesures per a la prevenció de les patologies i addiccions. El conseller d'Hisenda i Model Econòmic Vicent Soler, impulsor de la norma va defendre que la llei del joc és “la millor recepta per a lluitar contra la xacra social que suposa la ludopatia, augmentar la protecció cap a col·lectius de risc i menors d’edat i establir les bases del joc responsable”.